# Cavendishia osaensis
Cavendishia osaensis là một loài thực vật có hoa trong họ Thạch nam. Loài này được Luteyn & J.F.Morales mô tả khoa học đầu tiên năm 1996.